# Schattendorf
Schattendorf (kroatiska: Šundrof, ungerska: Somfalva) är en ort och kommun i Österrike. Den ligger i distriktet Mattersburg i förbundslandet Burgenland, i den östra delen av landet, 60 km söder om huvudstaden Wien. Kommunen gränsar i öster och söder till Ungern.